# Waal
Waal je řeka v Nizozemsku (Gelderland). Je to levé hlavní rameno dolního toku řeky Rýn. Je 82 km dlouhá. Jednotlivé oddělené úseky a další rozvětvení mají různá jména (Hollands-Dip, Oude-Maas)

## Vodní stav
Průměrný průtok činí přibližně 1 500 m³/s.